# Jasan ztepilý v Karlově údolí
Jasan ztepilý v Karlově údolí je památný strom jasan ztepilý (Fraxinus excelsior) ve Šluknovské pahorkatině. Roste v areálu bývalé zotavovny zaniklého lázeňského komplexu slunečních lázní Karlovo údolí na katastrálním území Šluknova v okrese Děčín v Ústeckém kraji. Zdravý jedinec s nadprůměrně silným kmenem je jedním z nejstarších stromů, využitých v původní parkové úpravě lokality.
Koruna stromu sahá do výšky 27 m, obvod kmene měří 486 cm (měření 2009). Jeho stáří bylo v roce 2009 odhadováno na 150 let.
Strom je chráněn od roku 2005 jako esteticky zajímavý a historicky důležitý strom.